# Joe Lauzon
Joseph Edward Lauzon Jr., född 22 maj 1984 i Brockton, är en amerikansk MMA-utövare som sedan 2006 tävlar i organisationen Ultimate Fighting Championship.